# Lengua pro-drop

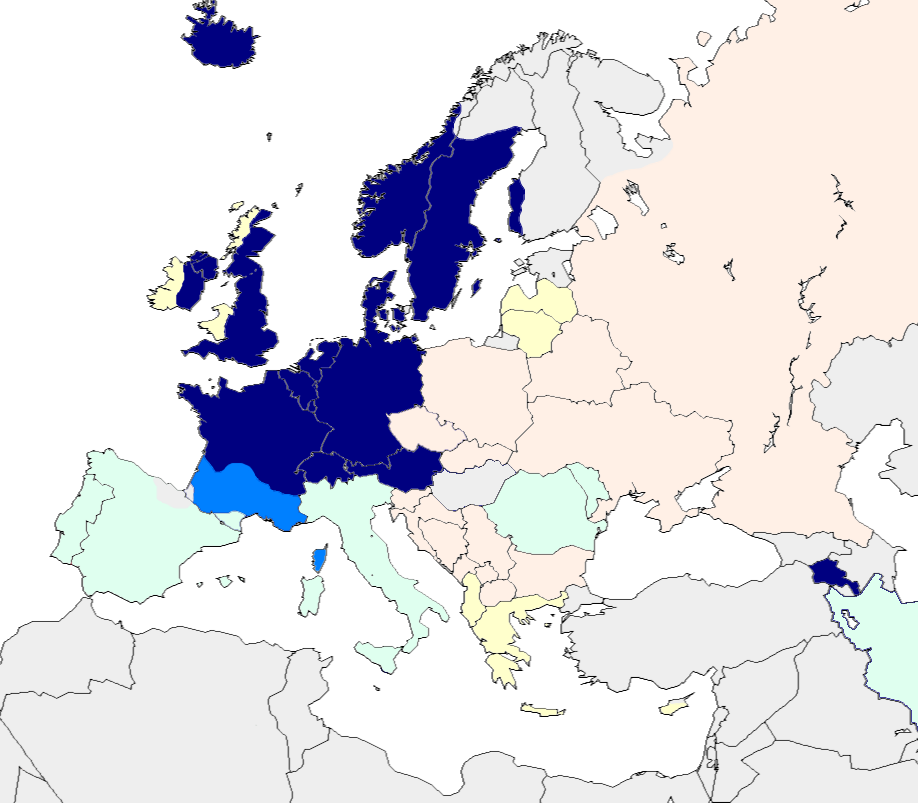
Idiomas en Europa. En azul oscuro, los no pro-drop; en azul claro, los pro-drop.

Una lengua pro-drop (contracción del inglés pronoun-dropping, caída del pronombre), también conocida como lengua con omisión de sujeto, es un término utilizado en lingüística para describir aquellas lenguas en las que se pueden omitir ciertos pronombres cuando su referencia puede ser inferida de manera pragmática o gramatical. Por ejemplo, en español normalmente se omite el pronombre sujeto en la frase (ella) quiere agua, ya que es una lengua pro-drop, mientras que en inglés eso no es posible: she wants water. Las condiciones precisas para la omisión del pronombre varían de un idioma a otro y pueden ser bastante complejas. Este fenómeno lingüístico está relacionado con la anáfora cero o nula, que refiere a la omisión de elementos anafóricos en una oración. En las lenguas pro-drop, la omisión de pronombres no es considerada una elipsis pleonástica, sino que los pronombres eliminados tienen propiedades referenciales y son necesarios para la coherencia del discurso.
En las teorías de gramática generativa basadas en principios y parámetros, solo son pro-drop los idiomas que tienen una configuración positiva del parámetro pro-drop, lo que permite que el elemento que teóricamente lo comanda identifique el elemento elíptico.
La omisión de pronombres puede generar dificultades al traducir a un idioma que no permite su omisión, como el inglés, ya que es necesario agregar el pronombre explícitamente, especialmente en el caso de la traducción automática. Este problema también puede surgir en la adquisición de un segundo idioma, en la cual los hablantes nativos de idiomas pro-drop pueden cometer errores de transferencia al omitir pronombres de manera incorrecta o inconsistente.[cita requerida]
Una característica común en muchos idiomas del norte de Europa es que la omisión de pronombres no es posible o es poco frecuente, lo cual es válido para idiomas como el inglés, francés, alemán (estándar) y el emiliano, entre otros. Por otro lado, el japonés, el mandarín, las lenguas eslavas, las ugrofinesas y el hebreo presentan con frecuencia la posibilidad de omitir pronombres. Algunos idiomas, como el hindi, el griego y algunas lenguas romances, como el español y el portugués europeo, permiten la omisión de pronombres en cualquier posición sintáctica.

## Historia del término
El término pro-drop proviene de las Lectures on Government and Binding de Noam Chomsky, publicadas en 1981, donde se describe un conjunto de propiedades que incluye el sujeto elíptico como una de ellas (para la ocurrencia de pro como un predicado en lugar de un sujeto en oraciones con el verbo copulativo, véase Moro 1997). 
De esta manera, se sugirió una correlación unidireccional entre la concordancia flexiva y los pronombres vacíos, por un lado, y entre la no concordancia y los pronombres explícitos, por otro. En la versión clásica, no se incluyen idiomas que no solo carecen de morfología de concordancia, sino que también permiten la omisión extensa de pronombres, como el japonés, el chino, el coreano y el vietnamita, como se aclara en una nota al pie: "El principio sugerido es bastante general, pero no se aplica a idiomas como el japonés, donde los pronombres pueden faltar con mucha más libertad" (Chomsky 1981:284, nota 47). 
El término pro-drop también se utiliza en otros marcos teóricos de la gramática generativa, como en la gramática léxico-funcional, pero en un sentido más general: "Pro-drop es un fenómeno lingüístico extendido en el que, bajo ciertas condiciones, un sintagma nominal estructural puede no ser expresado, dando lugar a una interpretación pronominal" (Bresnan 1982:384). 
La categoría vacía que se asume (según la teoría de reacción y ligamiento) como presente en la posición del sujeto vacío dejada por el pro-drop se conoce como pro o como pequeño pro. (para distinguirlo de PRO, una categoría vacía asociada con frases verbales no finitas).

## Variación interlingüística
Se ha observado que los idiomas pro-drop son aquellos que tienen una rica flexión de persona y número (como el persa, el polaco, el portugués, entre otros) o que carecen por completo de esa flexión (como el japonés, el chino, el coreano, entre otros). Por otro lado, los idiomas intermedios (como el inglés, el francés, entre otros) no son pro-drop. El mecanismo por el cual los pronombres explícitos son más "útiles" en inglés que en japonés es misterioso, y hay excepciones a esta observación, pero aun así parece tener una validez descriptiva considerable. Como dice Huang, «el pro-drop tiene licencia para ocurrir donde un idioma tiene concordancia total o donde un idioma no tiene concordancia, pero no donde un idioma tiene concordancia parcial empobrecida».
En los idiomas pro-drop con una morfología verbal altamente flexiva, se considera innecesaria la expresión del pronombre sujeto debido a que la flexión verbal indica la persona y el número del sujeto, por lo tanto, se puede inferir el referente del sujeto elíptico a partir de la flexión gramatical en el verbo.
Barbosa define estos patrones tipológicos como lenguajes de sujeto elíptico (LSE), y señala que el término "pro-drop" se puede subcategorizar en categorías como pro-drop temático, pro-drop parcial (LSE parciales) e pro-drop completo (LSE consistentes).

## Idiomaspro-dropcontextuales
En el habla cotidiana, hay muchas ocasiones en las que se puede inferir a partir del contexto de quién o de qué se habla, es decir, el tema de la oración. Los idiomas que permiten que el pronombre se infiera a partir de la información contextual se denominan idiomas topic-drop; por lo tanto, los idiomas con caída del tema permiten que los pronombres referentes se omitan o sean elípticos. (En contraste, los idiomas que carecen de tema pro-drop como mecanismo aún requerirían el pronombre).  Estos pronombres omitidos pueden inferirse a partir de segmentos de discurso anteriores, del contexto de la conversación o de conocimientos compartidos en general. Entre los idiomas principales, algunos que podrían considerarse idiomas pro-drop de tema son el japonés, el coreano y el mandarín. Los idiomas de predominio del tema, como el coreano, el mandarín y el japonés, tienen estructuras que se centran más en los temas y los comentarios en contraposición al inglés, un idioma de predominio del sujeto. Es esta naturaleza de priorizar el tema lo que permite inferir los pronombres omitidos a partir del discurso.

### Coreano
El siguiente ejemplo en coreano presentado por Jung (2004:719) ilustra la omisión de ambos pronombres en las posiciones de sujeto y objeto.

네 이것 필요하니? 
ne ikes philyohani?
Tú esto necesitar
¿Necesitas esto?

필요하니
philyohani
necesitar; 

[Yo] [lo] necesito.

### Japonés
Considérese los siguientes ejemplos del japonés:

この ケーキ は 美味しい。 誰 が 焼いた の？
Kono keki wa oishii. Dare ga yaita no?
Esta tarta TOP sabrosa-PRS. Quién SUBJ cocinar PAST Q; 

Esta tarta está sabrosa. ¿Quién [la] cocinó?
知らない。 気に入った？ 
Shiranai. Ki ni itta?
Saber-NEG. Gustar-PAST; 

[Yo] no sé. ¿[A ti] [te] gustó?
Las palabras entre corchetes en las traducciones no aparecen en ninguna parte de las oraciones japonesas, pero se entienden a partir del contexto. Si se proporcionaran sustantivos o pronombres, las oraciones resultantes serían gramaticalmente correctas, pero sonarían poco naturales. Los estudiantes de japonés como segunda lengua, especialmente aquellos cuya lengua materna carece de omisión de pronombres, como el inglés o el francés, a menudo agregan pronombres personales donde son pragmáticamente inferibles, lo cual es un ejemplo de transferencia lingüística.

### Mandarín
Los ejemplos mencionados previamente del japonés se traducen fácilmente al mandarín:

这 块 蛋糕 很 好吃。 谁 烤 的?
Zhè kuài dàngāo hěn hǎochī. Sheí kǎo de?
Esta pieza tarta GRADO sabrosa. Quién cocinar MOD
Esta tarta está sabrosa, ¿Quién [la] cocinó?

不 知道。 喜欢 吗? 
Bù zhīdào. Xĭhuan ma?
No saber. Gustar Q

[Yo] no sé. ¿[A ti] [te] gustó?
A diferencia del japonés, la inclusión de los pronombres eliminados no hace que la oración suene poco natural.

## Idiomas parcialmentepro-drop
Las lenguas de pro-drop parcial tienen sujetos elípticos tanto de concordancia como referenciales que están restringidos en cuanto a su distribución. Estos idiomas parciales de sujeto elíptico incluyen la mayoría de los idiomas baltoeslavos, que permiten la eliminación del pronombre de sujeto. El alemán coloquial y dialectal, a diferencia del idioma estándar, también son parcialmente pro-drop; por lo general, permiten la eliminación del pronombre sujeto en las oraciones principales sin inversión, pero no de otra manera. El húngaro permite la eliminación de los pronombres sujeto y objeto.

### Lenguas eslavas
La siguiente tabla proporciona ejemplos de sujeto pro-drop en idiomas eslavos. En cada uno de estos ejemplos, la tercera persona del pronombre masculino singular 'él' en la segunda oración se infiere del contexto.
| Idioma     |              |             |
| ---------- | ------------ | ----------- |
| Bielorruso | Бачу [яго].  | Ідзе.       |
| Búlgaro    | Виждам го.   | Идва.       |
| Croata     | Vidim ga.    | Dolazi.     |
| Checo      | Vidím ho.    | Jde.        |
| Macedonio  | Го гледам.   | Доаѓа.      |
| Polaco     | Widzę go.    | Idzie.      |
| Ruso       | Вижу [его].  | Идёт.       |
| Serbio     | Видим га.    | Долази.     |
| Esloveno   | Vidim ga.    | Prihaja.    |
| Ucraniano  | Бачу [його]. | Іде.        |
|            | Yo le veo.   | [Él] viene. |

En las lenguas eslavas orientales, incluso el pronombre objetivo его puede omitirse en los tiempos presente y futuro (tanto imperfecto como perfectivo). En estos idiomas, el pronombre faltante no se infiere estrictamente de la pragmática, sino que se indica parcialmente por la morfología del verbo (Вижу, Виждам, Widzę, Vidim, etcétera). Sin embargo, el tiempo pasado tanto del imperfectivo como del perfectivo en las lenguas eslavas orientales modernas se flexiona por género y número en lugar de por persona debido al hecho de que las conjugaciones en tiempo presente de la cópula 'ser' (ruso быть, ucraniano бути, bielorruso быць) prácticamente han caído en desuso. Como tal, el pronombre a menudo se incluye en estos tiempos, especialmente al escribir.

### Lenguas ugrofinesas
En finlandés, la flexión del verbo reemplaza los pronombres de primera y segunda persona en oraciones simples, por ejemplo, menen 'yo voy', menette 'todos vosotros váis. Por lo general, los pronombres se dejan en su lugar solo cuando es necesario declinarlos, por ejemplo, me 'nosotros', meiltä 'de nosotros'. Hay pronombres posesivos, pero también se utilizan sufijos posesivos, por ejemplo, -ni como en kissani 'mi gato', en Kissani söi kalan ('mi gato comió un pescado'). Una peculiaridad del finlandés coloquial es que el pronombre me ('nosotros') puede omitirse si el verbo se coloca en voz pasiva (por ejemplo, haetaan, estándar 'es buscado', coloquial 'buscamos'). En el idioma estonio, pariente cercano del finlandés, la tendencia es menos clara. Por lo general, utiliza pronombres personales explícitos en el lenguaje literario, pero a menudo se omiten en el estonio coloquial.
El húngaro también es pro-drop, por lo que los pronombres de sujeto se usan solo para enfatizar, como ejemplo, [Én] mentem 'fui', y a causa de la conjugación definida, los pronombres de objeto a menudo también se pueden elidir; por ejemplo, la pregunta [Ti] látjátok a macskát? '¿[vosotros] véis al gato?' se puede responder simplemente con látjuk '[Nosotros] vemos', pues la conjugación definida hace que el pronombre de objeto sea superfluo.

### Hebreo
El hebreo moderno, al igual que el hebreo bíblico, es un idioma moderadamente pro-drop. Generalmente, los pronombres de sujeto deben incluirse en tiempo presente. Dado que el hebreo no tiene formas verbales que expresen el tiempo presente, éste se forma usando el participio presente. El participio en hebreo, como es el caso con otros adjetivos, declina solo en género y número gramaticales (como el tiempo pretérito en ruso), así:
Yo (m.) custodio (ani shomer)= אני שומר
Tú (m.) custodias (ata shomer)= אתה שומר
Él custodia (hu shomer)= הוא שומר
Yo (f.) custodio (ani shomeret)= אני שומרת
Nosotros custodiamos (anachnu shomrim)= אנחנו שומרים
Dado que las formas utilizadas para el tiempo presente carecen de la distinción entre personas gramaticales, mayoritariamente se deben agregar pronombres explícitos.
En contraste, en el pretérito y el futuro, la forma del verbo se flexiona para persona, número y género. Por lo tanto, el verbo en sí mismo indica suficiente información sobre el sujeto, y así, el pronombre normalmente se elimina, excepto en la tercera persona.
Yo (m./f.) custodié (shamarti)= שמרתי
Vosotros custodiásteis (sh'martem)= שמרתם
Yo (m./f.) custodiaré (eshmor)= אשמור
Vosotros custodiaréis (tishm'ru)= תשמרו
Muchos sustantivos pueden tener sufijos para reflejar el poseedor, en cuyo caso se elimina el pronombre personal. En el uso diario del hebreo moderno, la flexión de los sustantivos es común solo para algunos sustantivos y, en la mayoría de los casos, se usan pronombres posesivos flexionados. En hebreo, los pronombres posesivos se tratan principalmente como adjetivos y siguen a los sustantivos que modifican. En el hebreo bíblico, la flexión de sustantivos más sofisticados es más común que en el uso moderno.

## Idiomas totalmentepro-drop
También conocidos como LSE consistentes, son lenguajes que se caracterizan por una rica morfología de concordancia de sujeto donde los sujetos se eliminan libremente bajo las condiciones de discurso apropiadas. En algunos contextos, el pro-drop en estos idiomas es obligatorio y también ocurre en contextos en los que pro-drop no puede ocurrir para idiomas pro-drop parciales. Los siguientes idiomas exhiben el pro-drop completo, cada uno a su manera.

### Hindi
Los idiomas del sur de Asia, como el hindi, en general, tienen la capacidad de descartar todos y cada uno de los argumentos. Es un idioma ergativo escindido y cuando el sujeto de la oración está en caso ergativo (también cuando la oración involucra el participio infinitivo, lo que requiere que el sujeto esté en caso dativo), el verbo de la oración concuerda en género y número con el objeto de la oración, por lo que es posible descartar el objeto ya que se puede inferir contextualmente del género del verbo.

En el ejemplo siguiente, el sujeto está en caso ergativo y el verbo concuerda en número y género con el objeto directo.
तुमने नाद्या को खाना दिया? 
tumne nādyā ko khānā diyā?
tú-ERG nadya-DAT FEM comida-NOM MASC dar-PERF PART MASC SG 

¿Tú le diste la comida a Nadya?
हाँ दे दिया। (hā̃ de diyā); Sí dar dar-perfectivo participio masculino singular; Sí, [yo] [le] he dado [comida].

En el ejemplo siguiente, el sujeto está en dativo y el verbo concuerda en número y género con el objeto directo.
तुम्हें खानी हैं ये चीज़ें? (tumhẽ khānī ha͠i ye chīzẽ?); Tú-dativo comer-infinitivo participio femenino plural estar-tercera persona estas-nominativo plural cosas-nominativo femenino plural; ¿Tú quieres comerte estas cosas?

हाँ खानी हैं। (hā̃ khānī ha͠i); Sí comer-infinitivo participio femenino plural estar-tercera persona; Sí, [yo] quiero.

En el ejemplo siguiente, el sujeto está en caso nominativo y el verbo concuerda en número, género y también en persona con el sujeto.
चलोगी देखने फ़िल्म? (chalogī dekhne film?); Ir-segunda persona singular futuro femenino ver-infinitivo oblicuo filme-femenino; ¿[Tú fem.] irás a ver un filme [conmigo]?
हाँ चलूँगी। (hā̃ chalū̃gī); Sí ir-primero

### Griego
Los pronombres de sujeto generalmente se omiten en griego, pero el verbo se flexiona por la persona y el número del sujeto. Ejemplo:

Βλέπεις εκείνο το κούτσουρο; Θα ήταν καλό για τη φωτιά. Είναι τελείως ξερό; Ves eso el tronco? Puede ser-tercera persona singular bueno para la fogata. Está completamente seco; ¿[Tú] Ves este tronco? [El tronco] Podría ser bueno para la fogata. [El tronco] Está completamente seco.

### Lenguas romances
Al igual que su lengua latina madre, la mayoría de las lenguas romances (con la notable excepción del francés) también se clasifican como pro-drop, aunque generalmente solo en el caso de los pronombres de sujeto. Sin embargo, a diferencia del japonés, el pronombre de sujeto faltante no se deduce estrictamente de la pragmática, sino que está parcialmente indicado por la morfología del verbo, que se flexiona por persona y número del sujeto. El español, el italiano, el catalán, el occitano y el rumano solo pueden elidir los pronombres de sujeto (el portugués a veces también elide los pronombres de objeto), y a menudo lo hacen incluso cuando no se ha mencionado el referente. Esto es facilitado por la flexión de persona y número en el verbo.

#### Español
En el español, el verbo se flexiona tanto para persona como para número, por lo que la expresión del pronombre es innecesaria porque es gramaticalmente redundante. En el ejemplo usado para el griego, la flexión del verbo ver señala la segunda persona informal del singular, por lo que se elimina el pronombre. De manera similar, tanto del contexto como de la morfología verbal, el oyente puede inferir que las dos segundas expresiones se refieren al tronco, por lo que el hablante omite el pronombre que aparecería en inglés como it: ¿Ves este tronco? Sería bueno para la fogata. Está completamente seco.
Aunque el español es predominantemente un idioma pro-drop, no todos los contextos gramaticales permiten un pronombre elíptico. Hay algunos entornos que requieren un pronombre explícito. Según la Real Academia Española, la expresión o elisión del pronombre sujeto no es aleatoria. Más bien, hay contextos en los que un pronombre explícito es anormal, mientras que en otros casos el pronombre explícito es posible o incluso necesario. Además, los siguientes ejemplos ilustran cómo los pronombres explícitos en español no están limitados por la morfología flexiva. El pronombre nosotros puede estar presente o ausente, dependiendo de ciertas condiciones del discurso:[Nosotros] salimos.

Nosotros salimos.

Los pronombres de tercera persona (él, ella, ellos, ellas) en la mayoría de los contextos solo pueden referirse a personas. Por lo tanto, cuando se hace referencia a cosas (que no son personas) se suele considerar agramatical un pronombre explícito.
Los pronombres de sujeto se pueden hacer explícitos cuando se usan para una función contrastiva o cuando el sujeto es el foco de la oración. En el siguiente ejemplo, el pronombre explícito en primera persona se usa para enfatizar el sujeto.

Yo [a diferencia de ti u otro] creo que eso estuvo mal.

Los pronombres de sujeto también se pueden hacer explícitos para aclarar las ambigüedades que surgen debido a las formas verbales que son homófonas en primera y tercera persona. Por ejemplo, en el pasado imperfecto, condicional y subjuntivo, las formas verbales son las mismas para la primera persona del singular y la tercera persona del singular. En estas situaciones, utilizar el pronombre explícito yo (1ª persona del singular) o él, ella (3ª persona del singular) aclara quién es el sujeto, ya que la morfología verbal es ambigua.

#### Italiano
Vedi questo tronco? Andrebbe bene per bruciare. È completamente secco; ¿[Tú] Ves este tronco? Podría ir bien para quemar. Está completamente seco.

El italiano muestra aún más el pro-drop completo al permitir la posibilidad de un sujeto destacado, referencial y definido de cláusulas finitas. Con respecto al parámetro de sujeto elíptico (PSE), este se analizará utilizando la frase 'Ella habla italiano'.
Mientras que el italiano tiene un valor [+], ilustrado con el siguiente ejemplo:

Parla italiano. (italiano, +PSE)

Un idioma no pro-drop, como el inglés, tiene un valor [-] para PSE y, por lo tanto, no permite esta posibilidad:

*Speaks Italian. (Inglés, -PSE)

#### Portugués
El portugués muestra el pro-drop completo al permitir que los sujetos de las cláusulas finitas sean fonéticamente nulos:

Chegaram; Llegado-tercera persona plural; Han llegado

Dado este ejemplo, es importante tener en cuenta que las variaciones del portugués pueden diferir con respecto a sus características pro-drop. Mientras que el portugués europeo es un idioma pro-drop entero, el brasileño muestra un pro-drop parcial:
Ejemplos de sujeto omitido:

Estás a ver este tronco? Seria bom para a fogueira. Secou completamente. (Portugués europeo)

Está[s] vendo esse tronco? Seria bom pra fogueira. Secou completamente. (Portugués brasileño)

La omisión de pronombres de objeto también es posible cuando el referente es claro, especialmente en lenguaje coloquial o informal:

Acho que ele vai rejeitar a proposta, mas pode aceitar; [Yo] pienso que él va a rechazar la propuesta, pero [él] quizás [lo] acepte.

Ainda tem macarrão? Não, papai comeu; ¿Todavía hay pasta? No, papá [se la] comió.

El uso del pronombre de objeto en estos ejemplos (aceitá-la, comeu-o) es el predeterminado en todas partes excepto en Brasil.

Ela me procurou ontem e não achou; Ella me buscó ayer y no [me] encontró.

Aquí, não me achou también sería posible.

A‍: Eu te amo; você também me ama?
B: Amo, sim.

La omisión del pronombre de objeto es posible incluso cuando su referente no se ha mencionado explícitamente, siempre que se pueda inferir. El siguiente ejemplo podría escucharse en una tienda; el referente (un vestido) es claro para el interlocutor. Tanto en portugués brasileño como europeo, se omite el pronombre.

Viu que bonito? Não gosta? Pode comprar? (Portugués brasileño, registro formal)

Viste que bonito? Não gostas? Podes comprar? (Portugués europeo, registro informal)

#### Pro-drop con locativo y partitivo
El español y el portugués modernos también destacan entre las lenguas romances porque no tienen pronombres específicos para complementos circunstanciales (argumentos que denotan circunstancia, consecuencia, lugar o manera, que modifican el verbo pero no están directamente involucrados en la acción) o partitivos (palabras o frases que denotan una cantidad de algo). Sin embargo, el lenguaje medieval los tenía, por ejemplo, en el portugués Hi y ende.
Compare los siguientes ejemplos en los que el español, el portugués, el gallego y el rumano tienen pronombres elípticos para lugar y partitivos, pero el catalán, francés, occitano e italiano tienen pronombres abiertos para lugar y partitivo.
| idioma    | locativo       | locativo       | partitivo                  | partitivo                  |
| --------- | -------------- | -------------- | -------------------------- | -------------------------- |
| Español   |                | ¡Voy!          |                            | Tengo cuatro.              |
| Portugués |                | ¡Vou!          |                            | Tenho quatro.              |
| Gallego   |                | ¡Vu!           |                            | Teño catro.                |
| Rumano    |                | Mă duc!        |                            | Soy patru.                 |
| Catalán   | Hi             | vaig!          | En                         | tinc quatre.               |
| Francés   | J'y            | vais !         | J'en                       | ai quatre.                 |
| Occitano  | I              | vau!           | N'ai                       | quatre.                    |
| Italiano  | Ci             | vado!          | Ne                         | ho quattro.                |
|           | '¡Voy [allí]!' | '¡Voy [allí]!' | 'Tengo cuatro [de ellos].' | 'Tengo cuatro [de ellos].' |

## Otros ejemplos

### Árabe
El árabe se considera un idioma de sujeto elíptico, como lo demuestra el siguiente ejemplo:

ساعد غيرك، يساعدك (sā'id ghayrak, yusā'iduk) Ayudar otro, ayudar-presente tercera persona singular tú; Si [tú] ayudas a otro, [él] te ayuda.

### Turco
Sen-i gör-dü-m; segunda persona singular acusativo ver-pasado primera persona singular; [Yo] te vi.

El sujeto 'yo' anterior es fácilmente inferible ya que el verbo gör-mek se conjuga en la forma del tiempo pasado simple de primera persona. El objeto se indica con el pronombre seni en este caso. Estrictamente hablando, los objetos pronominales generalmente se indican explícitamente, aunque con frecuencia los sufijos posesivos indican el equivalente de un objeto en inglés, como en la siguiente oración.

Gel-diğ-im-i gör-dü-n mü?; Venir-nominalización posesivo primera persona singular acusativo ver-pretérito segunda persona singular interrogación; ¿Tú me has visto venir?

En esta oración, el objeto del verbo es en realidad la acción de venir realizada por el hablante (geldiğimi 'mi venida'), pero el objeto, que es 'me', se indica aquí con el sufijo posesivo -im, 'mi', sobre el verbo nominalizado. Ambos pronombres pueden indicarse explícitamente en la oración para fines de énfasis, de la siguiente manera:

Sen ben-im gel-diğ-im-i gör-dü-n mü?

### Suajili
En el suajili, tanto los pronombres de sujeto como los de objeto se pueden omitir, ya que se indican mediante prefijos verbales.

Ni-ta-ku-saidia; sujeto primera persona singular-futuro-objeto segunda persona singular-ayudar; [Yo] [te] ayudaré.

### Inglés
Si bien el inglés no es un idioma pro-drop, los pronombres de sujeto casi siempre se eliminan en oraciones imperativas (p. ej., Come here! Do tell!), con el sujeto 'tú' entendido o comunicado de forma no verbal.
En el habla informal, a veces se elimina el sujeto pronominal. Esta elipsis se ha llamado «eliminación conversacional» y «eliminación del borde izquierdo», y es común en el inglés hablado informal, así como en ciertos registros del inglés escrito, en particular los diarios. Lo más común es que se elimine el sujeto de la primera persona del singular.
También se pueden eliminar algunas otras palabras, especialmente verbos copulativos y auxiliares.
- [Have you] ever been there?
- [I'm] going shopping. [Do you] want to come?
- [I] haven't been there yet. [I'm] going later.
- Seen on signs: [I am/We are] out to lunch; [I/we will be] back at 1:00 [P.M].
- What do you think [of it]? – I like [it]! (the latter only in some dialects and registers)
- [Do you] want a piece of cake?
- [You] are not! – [I] am too!

En el habla, cuando los pronombres no se eliminan, se reducen con mayor frecuencia que otras palabras en un enunciado.
Los pronombres relativos, siempre que no sean el sujeto, a menudo se eliminan en cláusulas restrictivas cortas: That's the man [whom] I saw.
La omisión de pronombres generalmente se restringe al habla muy informal y ciertas expresiones fijas, y las reglas para su uso son complejas y varían entre dialectos y registros. Un ejemplo notable fue la sección «Lived the Dream» del discurso de George H. W. Bush en la Convención Nacional Republicana de 1988.

## Otras familias lingüísticas y regiones lingüísticas
Entre los idioma indoeuropeos y drávidas de la India, pro-drop es la regla general, aunque muchos idiomas dravidianos no tienen marcadores verbales abiertos para indicar sujetos pronominales. Las lenguas mongólicas son similares en este aspecto a las lenguas dravidianas, y todas las lenguas paleosiberianas son rígidamente pro-drop.
Fuera del norte de Europa, la mayoría de las lenguas nigerocongolesas, joisanas del sur de África y austronesias del Pacífico occidental, el pro-drop es el patrón habitual en casi todas las regiones lingüísticas del mundo. Sin embargo, en muchas lenguas austronesias o nigerocongolesas que no son pro-drop, como el igbo, el samoano y el fijiano, los pronombres de sujeto no aparecen en la misma posición que un sujeto nominal y son obligatorios, incluso cuando este último está presente. En lenguas austronesias más orientales, como rapanui y hawaiano, los pronombres de sujeto a menudo se omiten aunque no existan otros morfemas de sujeto. Los idiomas pama-ñunganos de Australia también suelen omitir los pronombres de sujeto, incluso cuando no hay una expresión explícita del sujeto.
Sin embargo, muchos idiomas pama-ñunganos tienen clíticos, que a menudo se adjuntan a anfitriones no verbales para expresar sujetos. Los otros idiomas del noroeste de Australia son todos pro-drop, para todas las clases de pronombres. Además, las lenguas papúes de Nueva Guinea y nilo-saharianas de África Oriental son pro-drop.
Entre las lenguas indígenas de América, el pro-drop es casi universal, como se esperaría del carácter generalmente polisintético y de marcado de núcleo de las lenguas. Eso generalmente permite eliminar todos los pronombres de objeto, así como los de sujeto. De hecho, la mayoría de los informes sobre las lenguas nativas americanas muestran que incluso el uso enfático de los pronombres es excepcionalmente raro. Solo unos pocos idiomas nativos americanos, en su mayoría aislados de idiomas (Haida, Trumai, Wappo) y la familia otomangue, son conocidos por usar normalmente pronombres de sujeto.
El yagán, una lengua aislada de Tierra del Fuego en peligro crítico de extinción, no tenía ningún pro-drop cuando todavía se hablaba ampliamente a fines del siglo XIX, cuando se describió por primera vez gramaticalmente y se tradujeron textos al inglés y a otros idiomas. De hecho, los pronombres enfáticos y los pronombres de referencia cruzada en el verbo comúnmente aparecían juntos.

### Inferencia pragmática
El chino clásico exhibe una gran eliminación no solo de los pronombres sino también de cualquier término (sujetos, verbos, objetos, etcétera) pragmáticamente inferibles, lo que le da un carácter muy compacto al idioma. Téngase en cuenta, sin embargo, que el chino clásico era un idioma escrito, y tal pérdida de palabras no es necesariamente representativa del idioma hablado o incluso del mismo fenómeno lingüístico.